# Патрік Барре
Патрік Барре  (фр. Patrick Barré, 12 квітня 1959) — французький легкоатлет, олімпійський медаліст.

## Виступи на Олімпіадах
| Олімпіада         | Дисципліна              | Місце     |
| ----------------- | ----------------------- | --------- |
| Москва 1980       | естафета 4 x 100 метрів | 3         |
| Лос-Анджелес 1984 | біг на 200 метрів       | 6 h1 r2/4 |